# والتر لورينزو مار
والتر لورينزو مار (بالإنجليزية: Walter Lorenzo Marr)‏ هو شخصية أعمال أمريكي، ولد في 14 أغسطس 1865 في ليكسنيغتون في الولايات المتحدة، وتوفي في 11 ديسمبر 1941.